# Orstomisis crosnieri
Orstomisis crosnieri är en korallart som beskrevs av Bayer 1990. Orstomisis crosnieri ingår i släktet Orstomisis och familjen Isididae. Inga underarter finns listade i Catalogue of Life.